# Swiss Super League (2015/2016)
Swiss Super League 2015/2016 (oficjalnie znana jako Raiffeisen Super League ze względów sponsorskich) – 119. edycja najwyższej klasy rozgrywkowej piłki nożnej w Szwajcarii. Brało w niej udział 10 drużyn, które w okresie od 18 lipca 2015 do 25 maja 2016 rozegrały 36 kolejek meczów. Siódmy tytuł z rzędu, a 19. w swojej historii zdobył FC Basel.

## Drużyny
| Uczestnicy poprzedniej edycji                                                                                 | Uczestnicy poprzedniej edycji | Uczestnicy poprzedniej edycji | Uczestnicy poprzedniej edycji |
| --- | ----------------------------- | ----------------------------- | ----------------------------- |
| BAS | FC Basel                      | 1                             |                               |
| YBO | BSC Young Boys                | 2                             |                               |
| ZUR | FC Zürich                     | 3                             |                               |
| THU | FC Thun                       | 4                             |                               |
| LUZ | FC Luzern                     | 5                             |                               |
| GAL | FC Sankt Gallen               | 6                             |                               |
| SIO | FC Sion                       | 7                             |                               |
| GRA | Grasshopper Club Zurych       | 8                             |                               |
| FCV | FC Vaduz                      | 9                             |                               |
| Awans z Challenge League 2014/2015                                                                            |                               |                               |                               |
| LUG | FC Lugano                     | 1                             |                               |
| Oznaczenia: - kolumna pierwsza – skróty nazw drużyn, - kolumna trzecia – miejsce zajęte w poprzednim sezonie. |                               |                               |                               |

## Tabela
| Lp. | Drużyna       | M  | Z  | R  | P  | B+ | B- | +/– | Pkt | Kwalifikacja lub spadek                                          |
| --- | ------------- | -- | -- | -- | -- | -- | -- | --- | --- | ---------------------------------------------------------------- |
| 1   | Basel (M)     | 36 | 26 | 5  | 5  | 88 | 38 | +50 | 83  | Liga Mistrzów UEFA • Faza grupowa                                |
| 2   | Young Boys    | 36 | 20 | 9  | 7  | 78 | 47 | +31 | 69  | Liga Mistrzów UEFA • III runda kwalifikacyjna                    |
| 3   | Luzern        | 36 | 15 | 9  | 12 | 59 | 50 | +9  | 54  | Liga Europy UEFA • III runda kwalifikacyjna                      |
| 4   | Grasshopper   | 36 | 15 | 8  | 13 | 65 | 56 | +9  | 53  | Liga Europy UEFA • II runda kwalifikacyjna                       |
| 5   | Sion          | 36 | 14 | 8  | 14 | 52 | 49 | +3  | 50  |                                                                  |
| 6   | Thun          | 36 | 10 | 11 | 15 | 45 | 54 | −9  | 41  |                                                                  |
| 7   | Sankt Gallen  | 36 | 10 | 8  | 18 | 41 | 66 | −25 | 38  |                                                                  |
| 8   | Vaduz         | 36 | 7  | 15 | 14 | 44 | 60 | −16 | 36  | Liga Europy UEFA • I runda kwalifikacyjna                        |
| 9   | Lugano        | 36 | 9  | 8  | 19 | 46 | 75 | −29 | 35  |                                                                  |
| 10  | Zürich (P, S) | 36 | 7  | 13 | 16 | 48 | 71 | −23 | 34  | Spadek do Swiss Challenge League Liga Europy UEFA • Faza grupowa |

1. ↑  Vaduz zakwalifikował się do pierwszej rundy kwalifikacyjnej Ligi Europy UEFA wygrywając Puchar Liechtensteinu.

## Wyniki
| Gospodarz \ Gość | BAS | GRA | LUG | LUZ | GAL | SIO | THU | VAD | YBO | ZÜR | BAS | GRA | LUG | LUZ | GAL | SIO | THU | VAD | YBO | ZÜR |
| ---------------- | --- | --- | --- | --- | --- | --- | --- | --- | --- | --- | --- | --- | --- | --- | --- | --- | --- | --- | --- | --- |
| Basel            |     | 2–3 | 3–1 | 3–0 | 2–1 | 3–0 | 3–1 | 2–0 | 1–0 | 3–1 |     | 0–1 | 3–0 | 3–0 | 4–2 | 2–1 | 1–1 | 5–1 | 2–0 | 2–2 |
| Grasshopper      | 2–3 |     | 6–1 | 1–0 | 1–1 | 2–0 | 1–2 | 2–0 | 3–2 | 5–0 | 0–4 |     | 0–1 | 1–1 | 2–0 | 3–0 | 0–0 | 1–2 | 1–2 | 4–2 |
| Lugano           | 1–3 | 4–1 |     | 0–1 | 3–1 | 3–0 | 2–3 | 1–0 | 1–1 | 0–0 | 1–4 | 0–1 |     | 1–1 | 3–0 | 0–6 | 2–1 | 2–5 | 1–3 | 0–0 |
| Luzern           | 1–3 | 3–3 | 2–2 |     | 0–1 | 2–2 | 1–0 | 1–1 | 3–1 | 1–0 | 4–0 | 3–0 | 2–1 |     | 0–1 | 2–2 | 3–0 | 5–1 | 2–3 | 1–2 |
| Sankt Gallen     | 2–1 | 0–2 | 2–0 | 1–0 |     | 1–1 | 1–0 | 2–2 | 1–1 | 0–2 | 0–7 | 2–0 | 3–3 | 1–4 |     | 2–1 | 1–2 | 1–3 | 2–3 | 3–0 |
| Sion             | 0–2 | 3–2 | 3–0 | 2–0 | 1–0 |     | 1–2 | 0–1 | 1–3 | 3–1 | 0–1 | 2–1 | 3–1 | 3–1 | 1–1 |     | 2–1 | 2–0 | 2–1 | 2–2 |
| Thun             | 0–2 | 3–5 | 2–1 | 0–1 | 0–2 | 0–2 |     | 1–0 | 0–1 | 5–1 | 1–1 | 2–1 | 2–1 | 1–1 | 2–2 | 1–1 |     | 2–2 | 0–3 | 4–0 |
| Vaduz            | 1–2 | 3–3 | 1–1 | 1–2 | 1–0 | 1–1 | 1–1 |     | 1–1 | 2–2 | 0–0 | 1–1 | 0–0 | 1–2 | 3–0 | 2–0 | 0–0 |     | 1–1 | 0–3 |
| Young Boys       | 4–3 | 3–1 | 0–1 | 1–1 | 2–1 | 1–1 | 3–1 | 4–0 |     | 1–1 | 2–3 | 1–1 | 7–0 | 5–2 | 3–1 | 3–2 | 2–1 | 5–4 |     | 3–0 |
| Zürich           | 2–2 | 2–3 | 5–3 | 2–5 | 2–2 | 1–0 | 3–3 | 1–1 | 1–1 |     | 2–3 | 1–1 | 0–4 | 0–1 | 4–0 | 0–1 | 0–0 | 3–1 | 0–1 |     |

## Najlepsi strzelcy
19 bramek
- Munis Dabbur (Grasshopper)

17 bramek
- Guillaume Hoarau (BSC Young Boys)

16 bramek
- Marc Janko (Basel)

13 bramek
- Caio Alves (Grasshopper)
- Marco Schneuwly(inne języki) (|Luzern)
- Yoric Ravet(inne języki) (Grasshopper / BSC Young Boys)

12 bramek
- Armando Sadiku (Zürich / Vaduz)

11 bramek
- Shani Tarashaj (Grasshopper)
- Ridge Munsy(inne języki) (Thun)
- Danijel Aleksić (St. Gallen)

Źródło: sfl.ch, transfermarkt

## Stadiony
| Basel          |
| St. Jakob-Park |
| 38 512         |
|                |

| Grasshopper        |
| Letzigrund Stadion |
| 23 605             |
|                    |

| Lugano           |
| Stadio Cornaredo |
| 14 873           |
|                  |

| Luzern        |
| Swissporarena |
| 17 500        |
|               |

| Sankt Gallen |
| AFG Arena    |
| 19 694       |
|              |

| Sion             |
| Stade Tourbillon |
| 16 500           |
|                  |

| Thun       |
| Arena Thun |
| 10 000     |
|            |

| Vaduz             |
| Rheinpark Stadion |
| 7 584             |
|                   |

| Young Boys               |
| Stade de Suisse Wankdorf |
| 31 783                   |
|                          |

| Zürich             |
| Letzigrund Stadion |
| 23 605             |
|                    |